# コリー・ブロッケン
コリー・ブロッケン（Corry Brokken、1932年12月3日-2016年6月2日）は、オランダの歌手。1956年から3年連続でユーロビジョン・ソング・コンテストのオランダ代表。1957年の第2回大会で優勝したが、翌58年は最下位（タイ）に終わる。1976年のデン・ハーグ大会では司会も務めた。

## 主な作品
楽曲
- "Voorgoed voorbij" (1956)
- "Net als toen" (1957)
- "Heel de wereld" (1958)

映画
- Jenny (1958)
- Redt een kind (1959)
- Uit met Maurice Dean (1968)